# Hermann Poppe-Marquard
Hermann Poppe-Marquard, auch Hermann Poppe (geboren 23. Februar 1908 in Bramsche; gestorben  1993 in Osnabrück) war ein deutscher Historiker und Kunsthistoriker. Er leitete das Kulturgeschichtliche Museum Osnabrück und war nach dem Zweiten Weltkrieg Leiter des Kulturamtes und des Verkehrsamtes der Stadt Osnabrück.

## Leben und Werk
Poppe-Marquard besuchte das Gymnasium Carolinum in Osnabrück, an dem er 1929 das Abitur ablegte. Er absolvierte eine Ausbildung zum Buchdrucker und arbeitete zunächst als Werbeleiter. An den Universitäten in Köln, Berlin und Münster studierte er Kunstgeschichte, Geschichte und Klassische Archäologie. In Münster wurde er mit einer Arbeit zur Baugeschichte von St. Johann in Osnabrück promoviert. Nach zwei Jahren als Assistent am Städtischen Kunst- und Gewerbemuseum in Dortmund
erhielt er auf Betreiben des Osnabrücker Oberbürgermeisters Erich Gaertner (1882–1973) im September 1937 eine Stelle als Wissenschaftlicher Assistent am Kulturgeschichtlichen Museum der Stadt. Bereits seit 1934 gehörte er der Allgemeinen SS an, am 8. Juni 1937 beantragte er die Aufnahme in die NSDAP und wurde rückwirkend zum 1. Mai desselben Jahres aufgenommen (Mitgliedsnummer 4.261.251). Die erste Aufgabe Poppe-Marquards war die Überarbeitung der Volkskundeabteilung, die erst wenige Jahre zuvor unter dem Museumsdirektor Hans Gummel (1891–1962) modernisiert und 1933 wiedereröffnet worden war. Ziel der Überarbeitung war eine „lebendigere“ Präsentation, unter anderem mit Figuren von Bauernehepaaren in Artländer Tracht im Eingangsbereich und Webvorführungen der Handweberwerkstatt Grete Banzers. Die Arbeiten waren bereits Ende Oktober 1937 abgeschlossen und stießen als „Folge des erwachten Artbewusstseins“ auf Zustimmung, wie das Osnabrücker Tageblatt lobte, das von einer „sehenswerten Ausstellung“ berichtete. NSDAP-Gauleiter Carl Röver besuchte das Museum im November 1937.
Die weitere Tätigkeit Poppe-Marquards, verbunden mit zunehmenden öffentlichen Auftritten, ließ den Museumsdirektor Gummel in den Hintergrund treten. Poppe-Marquard erarbeitete die vorgeschichtliche Studiensammlung, die am 25. Mai 1938 eröffnet wurde, gleichzeitig mit dem NSDAP-Kreistag im Kreis Osnabrück-Stadt. Ihm war auch der Neuaufbau der stadt- und landesgeschichtlichen Abteilung im Osnabrücker Schloss übertragen, mit der dessen Stellung als städtischer „Kulturmittelpunkt“ gestärkt werden sollte, wofür sich neben anderen Oberbürgermeister Gaertner und Willi Münzer (1895–1969) als NSDAP-Kreisleiter einsetzten. In seiner Denkschrift zum Aufbau des Museums in Osnabrück verband Poppe-Marquard eine Würdigung des Werks Gummels mit dem Hinweis, dass es nicht mehr den Anforderungen für Fremdenverkehr und den Regierungsbezirk entspreche.
Als Gummel zum 1. Februar 1939 nach Potsdam wechselte, wo er die Leitung des Brandenburgischen Landesamtes für Vor- und Frühgeschichte übernahm, folgte Poppe-Marquard ihm als Museumsleiter nach. In einem Vortrag im März 1939 stilisierte er Museen, die er parteikonform als Multiplikatoren der nationalsozialistischen Ideologie verstand, zu Weihestätten der Heimat. Zur vorgeschichtlichen Abteilung des Osnabrücker Museums führte er aus, sie sei „für die weltanschauliche Schulung der Partei“ als besonders wichtig anzusehen. Er entwickelte ein Konzept für die Dauerausstellung, in der etwa die Wehrerziehung eine wichtige Rolle spielen sollte. Dazu sollten „Wehrmacht und Museum Hand in Hand“ arbeiten. Eine „Ehrenhalle“ sollte an die gefallenen Osnabrücker Soldaten des Ersten Weltkriegs erinnern. Poppe-Marquard sah vor: „Ehrenhalle. Für die Gefallenen des Weltkrieges. Handgeschriebenes Buch und handgebunden mit den Namen der im Krieg gefallenen Osnabrücker. Das Buch liegt offen auf dem Pult. Es zeigt beispielsweise am 15. Sept[ember] alle die Namen derjenigen, die am 15. September 1914, 15, 16, 17, 18 gefallen sind.“ Der Beginn des Zweiten Weltkriegs verhinderte die vollständige Umsetzung der Pläne; Poppe-Marquard war am 22. August 1939 zur Wehrmacht eingezogen worden. Oberbürgermeister Gaertner berief den Geheimen Regierungsrat und Museumsvereinsvorsitzenden Philipp Reinecke zum ehrenamtlichen Leiter der städtischen Museen.
Poppe-Marquard kämpfte an der Ostfront, noch während seiner Militärzeit wurde er – am 20. April, dem Geburtstag Hitlers – 1943 als Museumsleiter bestätigt und ins Beamtenverhältnis auf Lebenszeit übernommen. 1945 kam er in amerikanische Kriegsgefangenschaft. Das amerikanische Militär übergab ihn an das französische. Aus französischer Kriegsgefangenschaft wurde er 1947 in schlechtem Gesundheitszustand entlassen. Seine Nachfolge als Museumsleiter hatte im November 1946 Walter Borchers (1906–1980) angetreten.
1952 wurde Poppe-Marquard Leiter des Kulturamtes und des Verkehrsamtes der Stadt Osnabrück. Er hatte maßgeblichen Anteil an der Begründung der Städtepartnerschaften und wurde als „Außenminister“ Osnabrücks angesehen. In seine Dienstzeit fiel die Organisation der „Wochen der Freundschaft“, mit denen die Stadt Kontakte zu europäischen Ländern knüpfte. Die erste dieser Wochen, Holland in Osnabrück, wurde 1962 veranstaltet, gefolgt von Österreich 1963, Frankreich 1964 und Großbritannien 1966. Den Abschluss bildete die Skandinavien-Woche im September 1970 mit der Teilnahme von Dänemark, Schweden, Norwegen, Finnland und Island. Zwar befand sich Poppe-Marquardt als städtischer Verkehrsdirektor seit März 1970 offiziell im Ruhestand, doch bat ihn die Stadt wegen seiner Erfahrung, auch diese Großveranstaltung noch zu organisieren.

## Justus-Möser-Medaille
Für seine Verdienste in der Kulturarbeit zeichnete die Stadt Osnabrück Poppe-Marquard 1984 mit der Justus-Möser-Medaille aus.

## Schriften
- Die Baugeschichte der Johanniskirche in Osnabrück. Ein Beitrag zur Erforschung mittelalterlichen Baukunst im niedersächsisch-westfälischen Raum. Fr. Obermayer. Osnabrück 1936 (zugl. Dissertation.)
- Gedanken zum Aufbau der Militärischen Abteilung des städt. Museums Osnabrück. Städt. Museum. Osnabrück 1939.
- Gastliche Städte an der Hansalinie. Tourist-Information. Arbeitsgemeinschaft der Großstädte an der Hansalinie. Hamburg 1969.
- Das Wiehengebirge. Landschaft, Wittekindsweg u. a. beliebte Wanderwege. Fromm. Osnabrück 1983. ISBN 978-3-7729-3102-4.
- Osnabrücker Kirchenchronik. Baugeschichte und Kunstwerke aller Osnabrücker Kirchen der großen Konfessionen. Meinders & Elstermann. Osnabrück 1990. ISBN 3-88926-890-0.
- Geschichte und Geschichten von liebenswerten Städten und Gemeinden. Meinders & Elstermann. Osnabrück 1991, ISBN 978-3-88926-888-4 (Bildband).

## Anmerkung
1. ↑  Für Gummels Grund, dem Ruf nach Potsdam zu folgen, werden unterschiedliche Motive angeführt. In seinem Nachruf auf Gummel schrieb Alfred Bauer 1963 von Zerwürfnissen mit der NSDAP. Der Biograf Rainer Hehemann gab wachsende Behinderungen durch die NSDAP an, weswegen sich Gummel auf seine Forschungsarbeit konzentriert habe. Hanns-Gerd Rabe erklärte in einem Interview von 1983, Gummel habe als Katholik der Zentrumspartei nahegestanden und nicht der NSDAP beitreten wollen. Poppe-Marquard hingegen behauptete 1984 in einem Interview, Gummel sei wegen der Vorteile der Übernahme in das Beamtenverhältnis, die mit der Position in Potsdam einherging, gewechselt. Thorsten Heese schloss aus den Äußerungen und dem Handeln Gummels als Museumsdirektor seit 1933 auf „mehr als nur eine Anbiederung an das neue Regime“. Als Archäologe und Vor- und Frühgeschichtler habe er zu einer Gruppe von Wissenschaftlern gehört, „die von der ideologischen Ausrichtung des Nationalsozialismus außergewöhnlich stark profitierten“. (Thorsten Heese [Hrsg.]: Topografien des Terrors. Nationalsozialismus in Osnabrück. Bramsche 2015, S. 139.)